# Änis Ben-Hatira
Änis Ben-Hatira (ur. 18 lipca 1988 w Berlinie Zachodnim) – tunezyjski piłkarz niemieckiego pochodzenia występujący na pozycji pomocnika w tunezyjskim klubie US Monastir oraz w reprezentacji Tunezji.

## Kariera
Karierę piłkarską zaczął od występowania w berlińskich drużynach piłkarskich. Od 1995 grał w juniorach Herthy BSC, w 2003 przeniósł się do Tennis Borussia Berlin, popularnie zwanego TeBe. W styczniu 2006 za kwotę 25.000 € pozyskał go Hamburger SV. Przez kilka miesięcy występował w barwach Hamburger SV II, czyli w drużynie amatorskiej, jednak w lipcu 2006 został przeniesiony do pierwszej drużyny. Pierwszy raz w Bundeslidze wystąpił 24 lutego 2007 przeciwko Eintrachtowi Frankfurt, zmieniając w 76. minucie Mehdiego Mahdawikię. Pierwszy mecz, w którym grał w wyjściowej jedenastce, odbył się 1 kwietnia 2007 przeciwko VfL Wolfsburg. W 2011 roku przeszedł do Herthy Berlin. Ben-Hatira był również piłkarzem reprezentacji reprezentantem Niemiec U-21. Jego o osiem lat starszy brat Aymen, gra w SV Babelsberg 03. W sierpniu 2016 podpisał kontrakt z SV Darmstadt 98. W styczniu 2017 klub rozwiązał kontrakt z powodu utrzymywania przez Ben-Hatirę kontaktów z organizacjami salafistycznymi.
5 sierpnia 2022 Änis Ben-Hatira ogłosił na instagramie, że podpisał kontrakt z tunezyjskim klubem pierwszej ligi US Monastir.